# Благодатное (Хвалынский район)
Благодатное — село в Хвалынском районе Саратовской области, административный центр сельского поселения Благодатинское муниципальное образование.
Население - 664 (2011)

## История
Основано в 1780 году и принадлежало дворянской фамилии Давыдовых. В 1839 году на средства генерал-майора К. Ф. Остина была построена деревянная церковь с престолом во имя святой великомученицы Параскевы. В 1845 году, тщанием К. Ф. Остина, на кладбище Благодатного была возведена вторая каменная церковь, освящённая в честь Воскрешения святого праведного Лазаря Четверодневного
В Списке населённых мест Российской империи по сведениям за 1859 год упоминается как владельческое село Благодатное Хвалынского уезда Саратовской губернии, расположенное при реке Терешке по левую сторону Казанского почтового тракта из города Волгска в город Сызрань на расстоянии 25 вёрст от уездного города. В населённом пункте имелось 67 дворов, проживали 290 мужчин и столько же женщин, имелись 2 православные церкви.
В 1887 году в селе открылась приходская школа грамоты
Согласно переписи 1897 года в Благодатном проживали 988 жителей, из них православных - 986.
На рубеже XIX и XX столетий при селе находилось образцовое имение П.Н. Давыдова, внук Д. В. Давыдова, с 4800 десятинами земли, зерновым хозяйством, скотоводством и конным заводом. Хозяева имения проживали в большом двухэтажном кирпичном особняке, за которым находился обширный парк. В 1904 году был освящён построенный вместо сгоревшей старой церкви новый Параскевинский храм
Согласно Списку населённых мест Саратовской губернии 1914 года село Благодатное относилось к Ново-Спасской волости. По сведениям за 1911 год в селе насчитывалось 132 двора, проживали 520 мужчин и 583 женщины. В селе проживали преимущественно бывшие помещичьи крестьяне, великороссы, составлявшие одно сельское общество. В селе имелись православная церковь, церковно-приходская школа, больница, ветеринарный пункт.
В начале 1920-х годов в Благодатном работал детский дом, с началом коллективизации на базе национализированного хозяйства Давыдовых образовался колхоз имени К. Е. Ворошилова. В 1928 году разобрали на стройматериалы барский дом, а в середине 1930-х годов обе церкви.
В Великую Отечественную войну погибли 90 жителей Благодатного.
2 апреля 1961 года в Благодатном родился  губернатор Саратовской области Валерий Радаев.
В 1965 году в Благодатном был образован совхоз "Благодатинский", выделенный из совхоза "Хвалынский".

## Физико-географическая характеристика
Село находится в пределах Приволжской возвышенности, являющейся частью Восточно-Европейской равнины, на правом берегу реки Терешка, на высоте около 90 метров над уровнем моря. Почвы - чернозёмы остаточно-карбонатные.
Село расположено примерно в 22 км по прямой в северном направлении от районного центра города Хвалынска. По автомобильным дорогам расстояние до районного центра составляет 42 км, до областного центра города Саратов - 270 км.
Часовой пояс
Благодатное, как и вся Саратовская область, находится в часовой зоне МСК+1. Смещение применяемого времени относительно UTC составляет +4:00.

## Население
Динамика численности населения по годам:
| Годы      | 1859 | 1897 | 1911 | 1928 | 2002 |
| --------- | ---- | ---- | ---- | ---- | ---- |
| Население | 580  | 988  | 1103 | 1154 | 614  |

| 2002 | 2003 | 2004 | 2005 | 2006 | 2007 | 2008 |
| ---- | ---- | ---- | ---- | ---- | ---- | ---- |
| 614  | ↗747 | ↘732 | ↘715 | ↘695 | ↘682 | ↘667 |
| 2009 | 2010 | 2011 |      |      |      |      |
| ↗697 | ↘664 | →664 |      |      |      |      |

Национальный состав
Согласно результатам переписи 2002 года русские составляли 68 % населения села.